# Ennio (film)
 Ennio è un documentario del 2021 diretto da Giuseppe Tornatore, incentrato sulla figura del compositore italiano Ennio Morricone.
Realizzato attraverso le interviste a registi, sceneggiatori, musicisti, cantautori, critici e collaboratori dell'artista, il documentario ha vinto tre David di Donatello al miglior documentario, miglior suono e miglior montaggio, oltre che un  Nastro d'argento, un Globo d'oro e un Premio Flaiano.

## Trama
Giuseppe Tornatore rende omaggio a uno storico amico e collaboratore, il compositore Ennio Morricone, ripercorrendone vita e opere, dall'esordio con Sergio Leone fino al Premio Oscar per The Hateful Eight nel 2016. Lo aiutano le interviste a rinomati registi e musicisti, le registrazioni di alcuni acclamati tour mondiali del maestro, le clip tratte da alcuni iconici film musicati da Morricone e i filmati esclusivi delle scene e dei luoghi che hanno definito la sua vita.

## Produzione
Il documentario, diretto e scritto da Giuseppe Tornatore, ripercorre la carriera e la vita privata di Ennio Morricone, attraverso una ricerca d'archivio e testimonianze.

## Distribuzione
Presentato in anteprima il 10 settembre 2021 al Festival del cinema di Venezia e successivamente al Bari International Film Festival, è uscito in anteprima al cinema il 29 e 30 gennaio 2022 prima dell’uscita nazionale nelle sale del 17 febbraio 2022.

## Accoglienza

### Incassi
Il film ha incassato globalmente 4332970 $.

### Critica
Su Rotten Tomatoes il 90% delle 52 recensioni è positivo, con un voto medio di 7.7/10; su Metacritic il voto medio di 16 critici è 75/100.

#### Critica italiana
Carola Proto di Comingsoon.it afferma che la regia è stata in grado di mettere in risalto la «pura genialità di Ennio Morricone», apprezzando «la linea sentimentale» della narrazione.

## Premi e riconoscimenti
- 2022 - David di Donatello
  - Miglior documentario
  - Miglior montatore per Massimo Quaglia e Annalisa Schillaci
  - Miglior suono per Fabio Venturi, Gilberto Martinelli, Gianni Pallotto e Francesco Vallocchia
  - Candidatura al miglior film
  - Candidatura al miglior regista per Giuseppe Tornatore
  - Candidatura al David Giovani
- 2022 - Nastro d'argento
  - Miglior documentario sul cinema[12]
- 2022 - Premio Flaiano
  - Miglior documentario
- 2022 - Premio Internazionale Cicognini
  - Riconoscimento speciale a Giuseppe Tornatore[13]
- 2022 - Ciak d'oro[14][15]
  - Candidatura a miglior film
  - Candidatura a migliore manifesto
- 2022 - Globo d'oro[16]
  - Miglior documentario